# Kleinschönberg
Kleinschönberg ist ein Ortsteil der Ortschaft Klipphausen in der gleichnamigen Gemeinde im Landkreis Meißen, Sachsen.

## Geographie

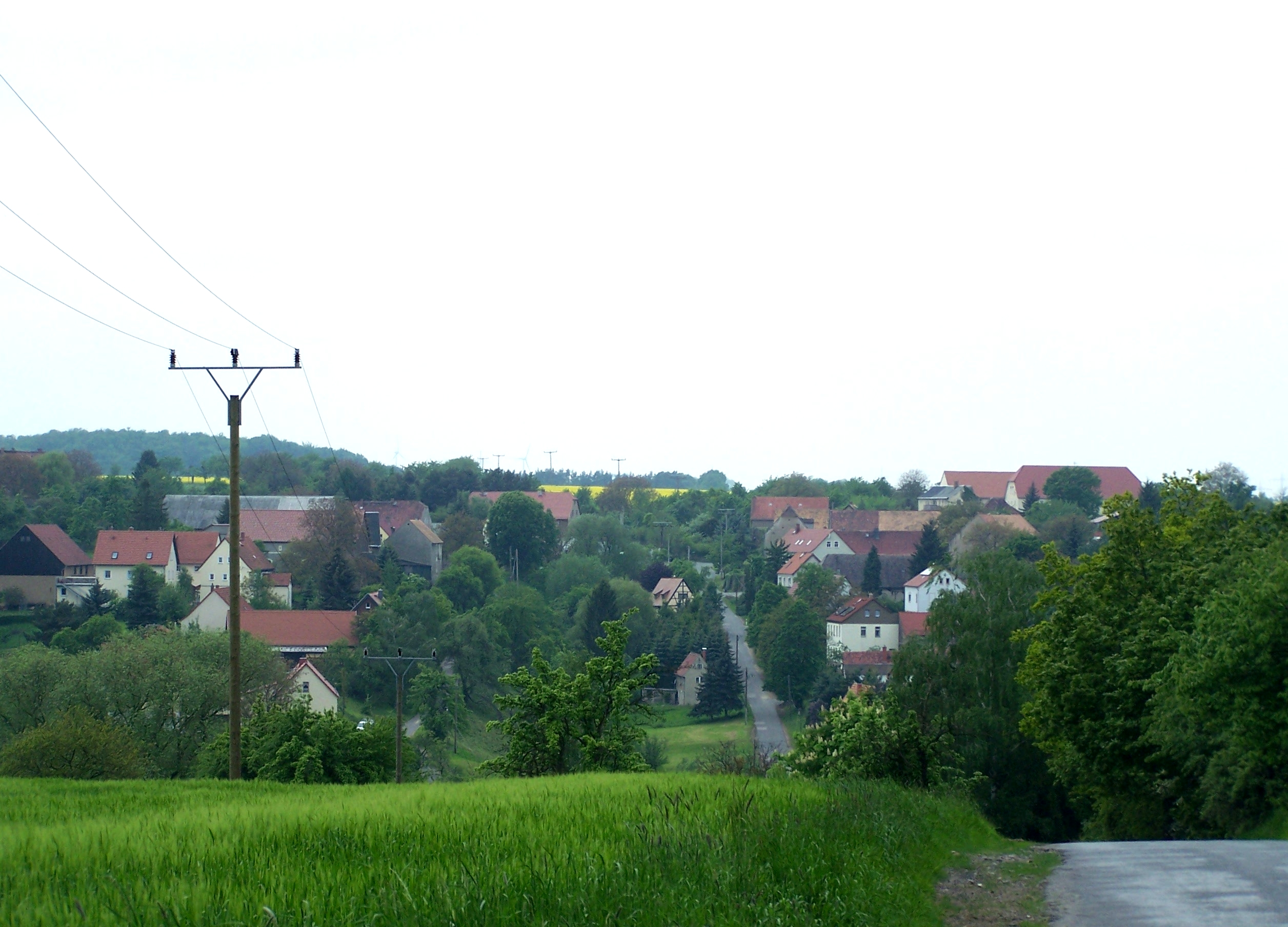
Ortsansicht von der Straße nach Weistropp aus

Kleinschönberg liegt im als Wilsdruffer Land bezeichneten Teil des Meißner Hochlands. Das Dorf ist umgeben von den anderen zu Klipphausen gehörenden Ortsteilen Röhrsdorf im Westen, Hartha im Nordwesten, Constappel im Norden, Wildberg im Nordosten, Weistropp im Osten, Hühndorf im Süden sowie Sachsdorf und Klipphausen selbst im Südwesten. Etwa zwei Kilometer östlich der Ortslage Kleinschönberg verläuft die Stadtgrenze der Landeshauptstadt Dresden.
Landwirtschaftlich genutzte Hochflächen umgeben das Dorf. Der Ortskern liegt am orografisch linken Hang zum Tal des Prinzbaches, der nördlich von Kleinschönberg in die Wilde Sau mündet. Es handelt sich um ein gut erhaltenes Straßenangerdorf, das in Ost-West-Richtung angelegt ist. Die den Anger südlich begrenzende Straße heißt „Schmiedeberg“, die nördliche heißt „Sonnenlehne“.
Am Meßweg im Südwesten der Flur, etwa einen Kilometer vom Ortskern entfernt, betreiben die Hartsteinwerke Kleinschönberg einen etwa zehn Hektar großen Steinbruch. Sie bauen den dort anstehenden „Kleinschönberger Syenit“ (Hornblendemonzonit) ab, einen braunen bis rötlichen Naturstein.

## Geschichte

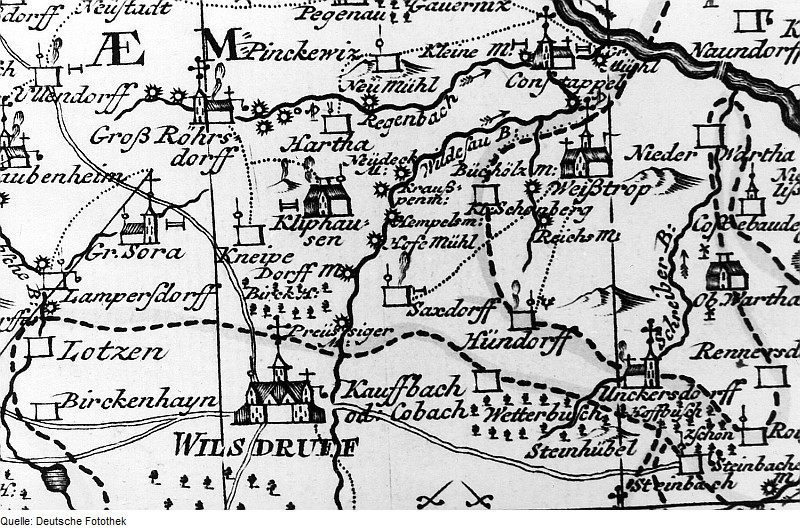
„Kl.Schönberg“ auf einer Karte des Amtes Meißen von 1750

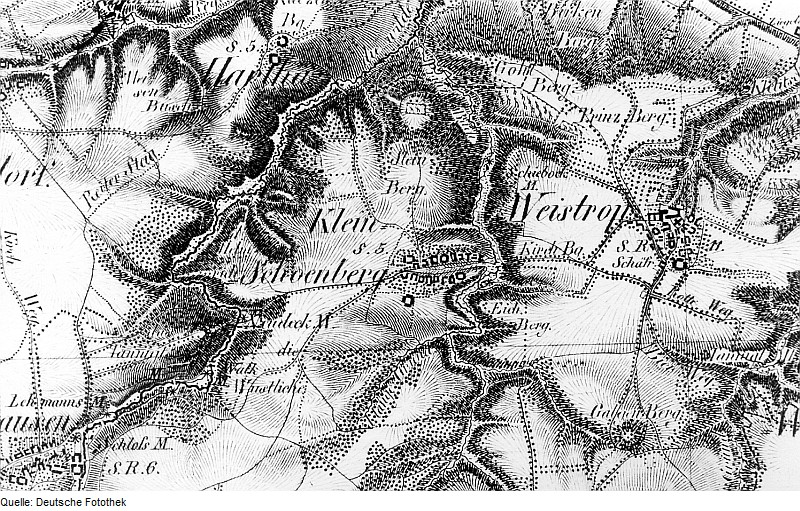
Kleinschönberg und seine Nachbarorte auf einer Karte aus dem 19. Jahrhundert

Erstmals erwähnt wurde der Ort 1350 als „Schonenberg“. Schon früh musste er von gleichnamigen Orten unterschieden werden. So heißt er 1378 „Schonberg (penes Constapil)“, 1465 „Schonberg an der Elbe“, obwohl es von dieser mehr als zwei Kilometer entfernt liegt, und 1587 „Schonbergk“. Im Jahre 1791 findet es als „Klein Schönberg“ Erwähnung, insbesondere zur Unterscheidung vom zwölf Kilometer westlich gelegenen Rothschönberg.
Das Dorf, das möglicherweise aus einem slawischen Kern entstand, war über Jahrhunderte vorwiegend von Bauern besiedelt, die auf der 332 Hektar großen gewannähnlichen Streifenflur Ackerbau betrieben. Grundherren waren im 16. Jahrhundert die Besitzer des Ritterguts Klipphausen, 1696 dann die Besitzer von Schloss Gauernitz. Eingepfarrt ist Kleinschönberg seit jeher nach Weistropp. Im Jahre 1856 war es zum Gerichtsamt Wilsdruff gehörig und kam danach zur Amtshauptmannschaft Meißen, aus der der gleichnamige Landkreis hervorging. Seine Eigenständigkeit verlor Kleinschönberg am 1. Juli 1950 durch seine Eingemeindung nach Weistropp, das am 1. Januar 1994 seinerseits nach Klipphausen eingemeindet wurde.

### Einwohnerentwicklung
| Jahr | Einwohner                      |
| ---- | ------------------------------ |
| 1551 | 21 besessene Mann, 31 Inwohner |
| 1764 | 30 besessene Mann, 3 Häusler   |
| 1834 | 209                            |
| 1871 | 232                            |
| 1890 | 226                            |
| 1910 | 199                            |
| 1925 | 206                            |
| 1939 | 204                            |
| 1946 | 271                            |
| 1950 | siehe Weistropp                |

## Persönlichkeiten
- Olaf Böhme (1953–2019), deutscher Kabarettist und Schauspieler, lebte in Kleinschönberg

## Sonstiges

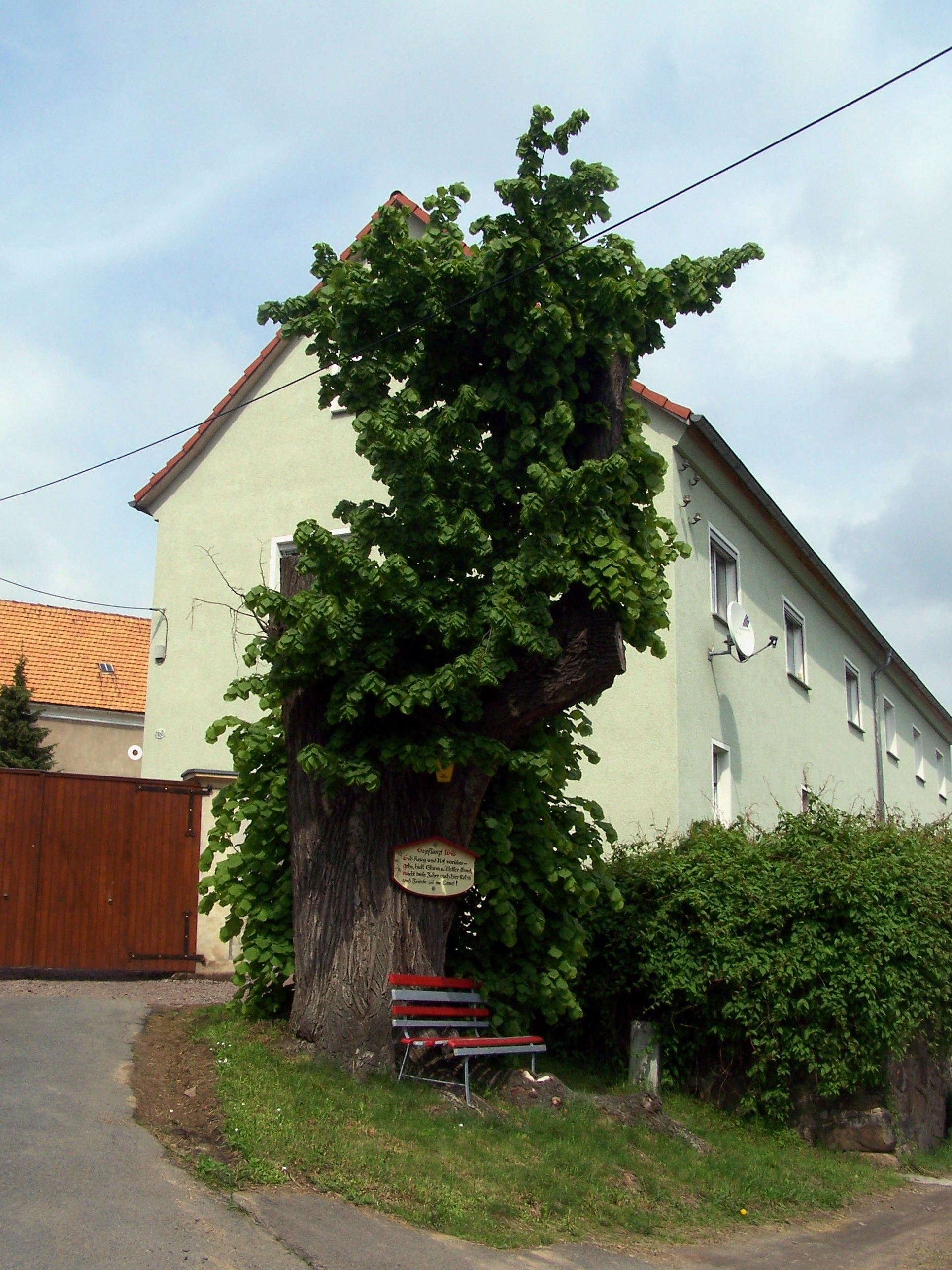
Friedenslinde

Etwa in Ortsmitte befand sich eine 1648 (Ende des Dreißigjährigen Krieges) gepflanzte Friedenslinde.
Am Steinbruch in Kleinschönberg befand sich der Endpunkt der ersten Stoppomatanlage in den neuen Bundesländern, welche aufgrund Vandalismus eingestellt werden musste. Sie war an der Bergstrecke von Constappel nach Kleinschönberg aufgestellt, an der bei einer Streckenlänge von ca. 4,5 Kilometern ein Höhenunterschied von etwa 185 Metern zu überwinden ist. Betreiber war die Radsportabteilung des Sportvereins Elbland Coswig-Meißen e. V.
Mehrere Gebäude im Ort sind als Kulturdenkmal geschützt (siehe Liste der Kulturdenkmale in Kleinschönberg).